# Thomas Tuschl
Thomas Tuschl (Altdorf, 1 de junho de 1966) é um bioquímico e biologista molecular alemão.

## Vida
Após estudar qunimica em Regensburgo e na [[Universidade Joseph Fourierc] em Grenoble, obteve em 1995 um doutorado no Instituto Max Planck de Medicina Experimental em Göttingen. Em seguida investiu quatro anos de pós-doutorado no Instituto Whitehead de Pesquisa Bomédica do Instituto de Tecnologia de Massachusetts (MIT).

## Condecorações
- 2002: Prêmio Klung Wilhelmy de Ciência
- 2003: Prêmio Wiley de Ciências Biomédicas
- 2005: Prêmio Meyenburg
- 2005: Prêmio Ernst Schering
- 2007: Prêmio Karl Heinz Beckurts
- 2007: Medalha Max Delbrück
- 2008: Prêmio Ernst Jung